# Allodontichthys
Genre
Allodontichthys est un genre de poisson de la famille des Goodeidae et de l'ordre des Cyprinodontiformes.

## Liste des espèces
Selon FishBase (30 juillet 2017) :
- Allodontichthys hubbsi Miller & Uyeno, 1980
- Allodontichthys polylepis Rauchenberger, 1988
- Allodontichthys tamazulae Turner, 1946
- Allodontichthys zonistius (Hubbs, 1932)

Selon World Register of Marine Species (30 juillet 2017) :
- Allodontichthys hubbsi Miller & Uyeno, 1980
- Allodontichthys polylepis Rauchenberger, 1988
- Allodontichthys tamazulae Turner, 1946